# Цивьян, Яков Леонтьевич
Яков Лейбович (Леонтьевич) Цивьян  (27 сентября 1920 — 1 июля 1987) — советский хирург, ортопед-травматолог, основоположник советской школы вертеброневрологии, один из крупнейших специалистов в области лечения заболеваний позвоночника. 
Доктор медицинских наук (1960), профессор (1963), Заслуженный деятель науки РСФСР (1980), Заслуженный изобретатель РСФСР .
Также известен как автор нескольких художественно-публицистических произведений.

## Биография
Родился в 1920 году в Новосибирске в интеллигентной семье: мать — учитель в младших классах, отец — бухгалтер.
В 1939 году окончил с отличием школу № 42 (сейчас Гимназия № 1).
В 1943 году окончил Новосибирский медицинский институт, получил распределение в посёлок Рудничный Кемеровской области, расположенный при шахте Центральной, где был ординатором хирургического отделения Кемеровской рудничной больницы.
Через год, после рождения дочери, семья вернулась в Новосибирск, начал работать в Венгеровском районе, где в течение восьми месяцев был практически единственным хирургом работая под началом главврача больницы Кирсановой Антонины Васильевны о которой он позже вспомнит в своей книге «Специальность — хирург».
В 1946 году пришёл в только что созданный Новосибирский НИИ восстановительной хирургии, травматологии и ортопедии — НИИВосХиТО (ВОСХИТО, НИИТО), где и работал до конца своей жизни, пройдя путь от младшего научного сотрудника до руководителя отдела и заместителя директора института по научной работе.
В 1952 году защищена кандидатская диссертация «Внесуставной остеосинтез при переломах шейки бедра».
В 1953—1958 годах — руководитель отдела травматологии и ортопедии НИИТО.
В 1960 году защитил докторскую по теме «Внутрисуставное протезирование тазобедренного сустава в эксперименте и клинике».
В 1963 году присвоено звание профессор.
В 1964—1967 годах — зам.директора по науке НИИТО.
В 1967—1987 годах — первый и последний зав. кафедрой травматологии и военно-полевой хирургии Новосибирского мед. института.
Умер 1 июля 1987 года, в результате осложнений после операции по поводу механической непроходимости кишечника (фитобезоар). Похоронен на Заельцовском кладбище г. Новосибирска, участок 37, рядом с женой.

## Научная деятельность
Автор 14 монографий и 359 статей, опубликованных в отечественной и зарубежной печати.
12 тематических сборников, посвященных патологии позвоночника, изданы под его редакцией, 12 авторских свидетельств и 22 рационализаторских предложения.
Под его руководством подготовлено 68 диссертаций, в том числе 12 докторских.
Основатель школы сибирских вертебрологов. Внес большой вклад в изучение некоторых патологических состояний позвоночника и разработку методов оперативных вмешательств при этих состояниях, предложил оригинальные методики лечения заболеваний позвоночника.

## Книги
- Внутрисуставное протезирование тазобедренного сустава в эксперименте и клинике. Новосибирск: Наука (Сибирское отделение), 1959.
- Хирургия позвоночника. М.: Медицина, 1966.
- Повреждения позвоночника. М.: Медицина, 1971.
- Оперативное лечение горбов. М.: Медицина, 1973.
- Диагностика некоторых синдромов при поясничном межпозвонковом остеохондрозе. Новосибирский государственный медицинский институт, 1975.
- Морфогенез сколиоза. Новосибирск: Наука (Сибирское отделение), 1978.
- Ангиокардиография и гемодинамика малого круга при сколиозе. Новосибирск: Наука (Сибирское отделение), 1983.
- Управление ростом и формой позвоночника (с соавторами). Новосибирск: Наука (Сибирское отделение), 1984.
- Исповедь хирурга. Второе издание. Ташкент: Медицина УЗССР, 1984.
- Оперативное лечение гемангиом тел позвонков. Новосибирский НИИ травматологии и ортопедии, 1985.
- Оперативные доступы к передним отделам позвоночника. Новосибирский НИИ травматологии и ортопедии, 1985.
- Патология дегенерирующего межпозвонкового диска. Новосибирск: Наука (Сибирское отделение), 1988.
- Мастерская хирурга. Новосибирск: Книжное издательство, 1988.
- Хирургия болезни Бехтерева. Ташкент: Медицина УЗССР, 1990.

## Сочинения
Широкому кругу читателей известны его художественно-публицистические произведения:
- Моя работа: записки врача, Новосибирск: Западно-Сибирское книжное издательство, 1978. – 224 с. (Глава «Моя специальность» из книги напечатана в журнале «Хирургия позвоночника» № 1 за 2008 год)
- Мои пациенты, 1980
- Исповедь хирурга, Издательство «Медицина», 1984
- Специальность – хирург (недоступная ссылка). Новосибирск: Западно-Сибирское книжное издательство, 1985.- 400 с.
- Мастерская хирурга, 1988

## Награды и признание
Награждён Орденом Трудового Красного Знамени (№ 446846), медалью «Ветеран труда», нагрудным знаком «Отличник здравоохранения СССР», двумя юбилейными медалями (в т.ч. юбилейной медалью «За доблестный труд. В ознаменование 100-летия со дня рождения В. И. Ленина»).
Заслуженный деятель науки РСФСР (1980), Заслуженный изобретатель РСФСР .
Являлся членом Правления Всесоюзного и Всероссийского научных обществ травматологов-ортопедов, члена-корреспондент Всепольского медицинского научного общества.
На Всероссийских конкурсах Я.Л. Цивьян за научные исследования отмечен 3 золотыми и 3 бронзовыми медалями.

## Память
В 2013 году имя профессора присвоено Новосибирскому институту травматологии и ортопедии (НИИТО имени Цивьяна).
Мемориальная доска с текстом «Основоположник отечественной вертебрологии, хирург Цивьян Яков Леонтьевич» размещена на здании НИИТО по ул. Фрунзе, 17 со стороны ул. Фрунзе.
С 2010 года на базе Новосибирского НИИТО ежегодно проводится конференция «Цивьяновские чтения».

## Семья
Жена — (Орлова) Цивьян Наталья Сергеевна (1921—2010), поженились будучи на последних курсах института, прожили вместе до 1987 года. Врач-офтальмолог, доцент кафедры глазных болезней Новосибирского медицинского института. Автор книг для взрослых — учебного пособия «Коррекция зрения», «В глаза про глаза», и стихов для детей — «Про глаза от А до Я», «Сказка про Хворя и Здоровко», «Ребятишкам про глаза» и других. 
Собиратель живописи